# Peyrelevade
Peyrelevade este o comună în departamentul Corrèze din centrul Franței. În 2009 avea o populație de 819 de locuitori.

## Evoluția populației
| An        | 1975  | 1982  | 1990  | 1999 | 2006 | 2009 |
| --------- | ----- | ----- | ----- | ---- | ---- | ---- |
| Populație | 1.418 | 1.119 | 1.012 | 830  | 838  | 819  |